# Byl jednou jeden… objevitel
Byl jednou jeden… objevitel (ve francouzském originále Il était une fois… les explorateurs) je francouzský vzdělávací animovaný televizní seriál premiérově vysílaný v letech 1996 až 1997, jež patří do řady seriálů Byl jednou jeden…. Autorem námětu a režisérem seriálu je francouzský producent a scenárista Albert Barillé.

## Seznam dílů
Díly seriálu jsou věnovány příběhům objevitelů nových zemí a kontinentů v dějinách lidstva.
1. První navigátoři
2. Alexandr Veliký
3. Erik Rudý a objevení Ameriky
4. Čingischán
5. Battuta – předchůdce Marca Pola
6. Velké džunky
7. Vasco da Gama
8. Taxisové – počátky pošty
9. Bratři Pinzonovi – skrytá tvář Columba
10. Amerigo Vespucci a Nový svět
11. Magalhaes – první cesta kolem světa
12. Cabeza de Vaca
13. Bering
14. Bougainville a Tichý oceán
15. Bruce a prameny Nilu
16. La Condamine
17. James Cook
18. Humboldt
19. Lewis a Clark
20. Stuart a Burke a Austrálie
21. Stanley a Livingstone
22. Amundsen a Jižní pól
23. Alexandra David-Neel a Tibet
24. Piccard – výšky a hlubiny
25. Na vrcholky hor
26. Vzhůru ke hvězdám